# 夏蜜柑
夏 蜜柑（なつ みかん）は、日本の漫画家。女性。東京都出身。
1997年、ワニマガジン社の雑誌『COMIC快楽天』の第1回COMIC快楽天新人漫画王決定戦において『僕ら』でお姫様賞を受賞。同年に『S』（エス）でデビュー。
以降、ワニマガジン社の雑誌『COMIC快楽天』『快楽天星組』で活動した。非常に寡作であり、2003年以降、商業誌での活動は無く、同人誌に発表の場を移している模様。
作品に性的描写を伴うことと、発表誌の関係上、一応は成人向け漫画とされている。しかし、一部の少年漫画や青年漫画と比べてもあまり露骨な描写は無い。また、彼女の作品をまとめた2冊の単行本『東京夜空』『透明な鳥』にはいわゆる「成年コミック」マークはついていない。
作品はラブコメ的なものが多いが、作品中に障害者や病弱者、身近な者との死別が出てくることが多々ある。

## 作品リスト
2冊の単行本がワニマガジン社より出版されている。
1. 『東京夜空』 （1999年4月発売、ワニマガジンコミックス、ISBN 4-89829-379-4） ※青年コミック扱い
  - 東京夜空（1998年、COMIC快楽天）
  - 夏のにおい（1998年、COMIC快楽天）
  - やがて夏の終わるとき（1998年、COMIC快楽天）
  - sienna（1998年、COMIC快楽天）
  - おとまりはこちら（1999年、COMIC快楽天）
  - 洗う僕の生活（1999年、COMIC快楽天）
  - ぶうとなくもの（1998年、COMIC快楽天）
  - ひざにとまる蝶になろう（1998年、COMIC快楽天）
  - RELAX（1998年、COMIC快楽天）
  - S（エス）（1997年、COMIC快楽天）
2. 『透明な鳥』 （2003年8月発売、ワニマガジンコミックス、ISBN 4-89829-948-2） ※成年コミック扱い
  - 放課後のすみ（1999年、COMIC快楽天）
  - 彼と私のおつきあい（1999年、COMIC快楽天）
  - 僕らは冬に目を覚ます（1999年、COMIC快楽天）
  - 温かな日（2000年、COMIC快楽天）
  - 透明な鳥（2000年、COMIC快楽天）
  - たゆたうことば（2000年、COMIC快楽天）
  - ガールフレンド（2000年、COMIC快楽天）
  - 火星のうさぎ（原題「風のうさぎ」、2001年、COMIC快楽天）
  - 宇宙の片隅で（2002年、COMIC快楽天）
  - garden（1999年、快楽天星組）

単行本未収録作品
- 僕ら（1997年、未発表）
- 熱帯飽食少年少女（1997年、快楽天星組）
- よりみち（2000年、快楽天）